# Gilera GP800
GP800 è uno scooter prodotto da Gilera dal 2008 al 2013.

## Caratteristiche principali
Presentato in occasione dell'EICMA nel 2006 il GP800 è dotato di un motore bicilindrico a carter secco da 839 cm³ di cilindrata che eroga 74,8 CV (coppia: 76,4 Nm a 5.750 rpm), il GP800 è in grado di raggiungere una velocità di circa 200 km/h passando da 0 a 100 km/h in 5,7 secondi, e rispetta la normativa Euro 3.
Si tratta di uno scooter concepito per unire praticità e comodità tipiche di tale mezzo alla guidabilità e al carattere sportivo di una motocicletta. Le caratteristiche tecniche, le prestazioni e le dotazioni di sicurezza fanno di questo scooter un mezzo adatto ai percorsi extraurbani e all'autostrada, senza però togliere al conducente la possibilità di muoversi con agilità nelle vie trafficate di una città.
La linea caratterizzata da un gioco di linee curve e concave ricorda quella di una moto mentre la sella ampia permette di muoversi in libertà anche con un passeggero a bordo.
Seguendo la filosofia degli ultimi modelli prodotti da Gilera (Runner e Nexus 500 in particolare), il GP800 adotta molte soluzioni tecniche di derivazione motociclistica classica come la trasmissione a catena, e l'impianto frenante a doppio disco capace di garantire adeguati spazi di arresto anche a velocità elevate.